# 原田健二 (野球)
原田 健二（はらだ けんじ、1976年6月2日 - ）は、大阪府大阪市出身の元プロ野球選手（投手）。左投左打。

## 来歴・人物
1995年に三菱自動車水島に入社。先輩の投手には後に同僚となる黒木純司がいた。社会人野球で活躍し、1997年度ドラフト会議にて日本ハムファイターズから3位指名を受けて入団。

### 日本ハム時代
1998年シーズンは速球派の即戦力として期待されていたが、制球難でサイドスローへ転向。
1999年シーズン途中から左のワンポイント・ショートリリーフとして起用され、翌年の2000年にはチームトップの58試合に登板した。
2001年シーズンは一軍登板なしに終わり、同年オフに戦力外通告を受け、入団テストを経て阪神タイガースへ移籍。

### 阪神時代
2002年シーズンは8試合に登板し、0勝0敗0S、防御率2.25。しかし、同年オフに戦力外通告を受け、千葉ロッテマリーンズの入団テストを受けるも不合格になり、現役を引退。

### 引退後
2003年からは阪神の打撃投手を務めたが、2022年2月春季キャンプ中に膀胱癌が判明、同年10月限りで退団し、12月に9時間にもおよぶ大手術を受けた。2023年6月からは母校である生光学園高校の寮監に就いた。

## 詳細情報

### 年度別投手成績
| 年 度     | 球 団     | 登 板 | 先 発 | 完 投 | 完 封 | 無 四 球 | 勝 利 | 敗 戦 | セ 丨 ブ | ホ 丨 ル ド | 勝 率 | 打 者 | 投 球 回 | 被 安 打 | 被 本 塁 打 | 与 四 球 | 敬 遠 | 与 死 球 | 奪 三 振 | 暴 投 | ボ 丨 ク | 失 点 | 自 責 点 | 防 御 率 | W H I P |
| --------- | --------- | ----- | ----- | ----- | ----- | -------- | ----- | ----- | -------- | ----------- | ----- | ----- | -------- | -------- | ----------- | -------- | ----- | -------- | -------- | ----- | -------- | ----- | -------- | -------- | ------- |
| 1998      | 日本ハム  | 2     | 0     | 0     | 0     | 0        | 0     | 0     | 0        | --          | ----  | 16    | 2.0      | 6        | 0           | 4        | 0     | 0        | 1        | 0     | 0        | 5     | 5        | 22.50    | 5.00    |
| 1999      | 日本ハム  | 24    | 0     | 0     | 0     | 0        | 0     | 0     | 0        | --          | ----  | 80    | 19.2     | 15       | 2           | 9        | 0     | 0        | 15       | 0     | 0        | 4     | 4        | 1.83     | 1.22    |
| 2000      | 日本ハム  | 58    | 0     | 0     | 0     | 0        | 0     | 0     | 1        | --          | ----  | 148   | 30.1     | 30       | 2           | 23       | 2     | 5        | 20       | 1     | 0        | 17    | 15       | 4.45     | 1.75    |
| 2002      | 阪神      | 8     | 0     | 0     | 0     | 0        | 0     | 0     | 0        | --          | ----  | 16    | 4.0      | 6        | 0           | 1        | 0     | 0        | 1        | 0     | 0        | 1     | 1        | 2.25     | 1.75    |
| 通算：4年 | 通算：4年 | 92    | 0     | 0     | 0     | 0        | 0     | 0     | 1        | --          | ----  | 260   | 56.0     | 57       | 4           | 37       | 2     | 5        | 37       | 1     | 0        | 27    | 25       | 4.02     | 1.68    |

### 記録
- 初登板：1998年4月7日、対千葉ロッテマリーンズ1回戦（千葉マリンスタジアム）、8回裏に5番手で救援登板・完了、1回4失点
- 初奪三振：1998年5月23日、対オリックス・ブルーウェーブ7回戦（グリーンスタジアム神戸）、9回裏にハービー・プリアムから
- 初セーブ：2000年8月1日、対西武ライオンズ18回戦（西武ドーム）、9回裏2死に5番手で救援登板・完了、1/3回無失点

### 背番号
- 33 （1998年 - 2001年）
- 56 （2002年）
- 109 （2003年 - ）